# Тойгильдино (Татарстан)
Тойги́льдино (тат. Туйгелде) — село в Муслюмовском районе Республики Татарстан, административный центр Тойгильдинского сельского поселения.

## География
Село находится на правом берегу реки Мелля, в 11 км к юго-западу от районного центра, села Муслюмово. Вдоль села проходит автомобильная дорога регионального значения 16К-0334 «Альметьевск — Муслюмово».

## История
Село известно с 1737 года.
В XVIII — первой половине XIX веков жители относились к категориям тептярей и государственных крестьян. Их основные занятия в этот период — земледелие и скотоводство, было распространено пчеловодство. До середины XIX века близ села действовал медный рудник.
В «Списке населенных мест по сведениям 1870 года», изданном в 1877 году, населённый пункт упомянут как деревня Тойгильдина 2-го стана Мензелинского уезда Уфимской губернии. Располагалась при речке Менле, по левую сторону просёлочной дороги из Мензелинска в Бугульму, в 50 верстах от уездного города Мензелинска и в 22 верстах от становой квартиры в селе Александровское (Кармалы). В деревне, в 135 дворах жили 846 человек (428 мужчин и 418 женщин, татары, тептяри), были мечеть, училище, 3 водяные мельницы. Жители занимались земледелием, скотоводством, пчеловодством.
В 1883 году открыто русско-татарское одноклассное училище (в 1903 году обучалось 65, в 1913 году — 120 мальчиков). По сведениям начала XX века, в деревне действовали 2 мечети, мектеб, водяная мельница, кузница, хлебозапасный магазин, базар. В этот период земельный надел сельской общины составлял 1792 десятины.
До 1920 года село входило в Ирехтинскую волость Мензелинского уезда Уфимской губернии. С 1920 года в составе Мензелинского кантона ТАССР. 
В 1929 году в селе организован колхоз «Кызыл Сабанчы» и открыта начальная школа. С 10 августа 1930 года село в Муслюмовском, с 1 февраля 1963 года — в Сармановском, с 12 января 1965 года — в Муслюмовском районах.

## Население
| 1798 | 1816 | 1858 | 1870 | 1884 | 1897 | 1906 | 1920 | 1926 | 1938 | 1949 | 1958 | 1970 | 1979 | 1989 | 2002 | 2010 | 2017 |
| ---- | ---- | ---- | ---- | ---- | ---- | ---- | ---- | ---- | ---- | ---- | ---- | ---- | ---- | ---- | ---- | ---- | ---- |
| 206  | 137  | 702  | 846  | 950  | 1186 | 1253 | 1449 | 1174 | 1040 | 663  | 511  | 702  | 623  | 688  | 733  | 768  | 609  |

Национальный состав села: татары.

## Экономика
Жители работают преимущественно в крестьянских фермерских хозяйствах, занимаются полеводством, мясо-молочным скотоводством.

## Объекты образования, медицины и культуры
В селе действуют неполная средняя школа, детский сад (с 1970 года), дом культуры, библиотека (с 1948 года), фельдшерско-акушерский пункт.

## Религиозные объекты
Мечеть (построена в конце XIX — начале XX веков).